# Wahlstorf
Wahlstorf est une commune allemande du Schleswig-Holstein, située dans l'arrondissement de Plön, entre Ascheberg (Holstein) et Preetz. Elle fait partie de l'Amt Preetz-Land (« Preetz-campagne ») qui regroupe 17 communes entourant la ville de Preetz.

## Monuments
À l'embouchure de la Schwentine dans le Lanker See, dans le lieu-dit de Wahlstorf-Hof, se trouve le manoir de Wahlstorf.

## Personnalités liées à la ville
- Theodor Becker (1840-1928), entomologiste né à Wahlstorf.